# 36-я гвардейская танковая бригада
36-я гвардейская танковая Нижнеднепровская Краснознамённая орденов Суворова и Кутузова бригада — гвардейская танковая бригада Красной армии ВС СССР, в годы Великой Отечественной войны.
Условное наименование — войсковая часть полевая почта (в/ч пп) № 61440.
Сокращённое наименование — 36 гв. тбр.

## История формирования
Бригада сформирована из 42-го отдельного гвардейского танкового полка 3-го гвардейского механизированного корпуса на основании директивы заместителя Народного комиссара обороны СССР № УФ/2/831 от 20 апреля 1943 года и распоряжения БТВ Южного фронта № 0066 от 23 апреля 1943 года. Формирование проходило с 26 апреля по 2 мая 1943 года в селе Астахово Ворошиловградской области в составе 4-го гвардейского механизированного корпуса.

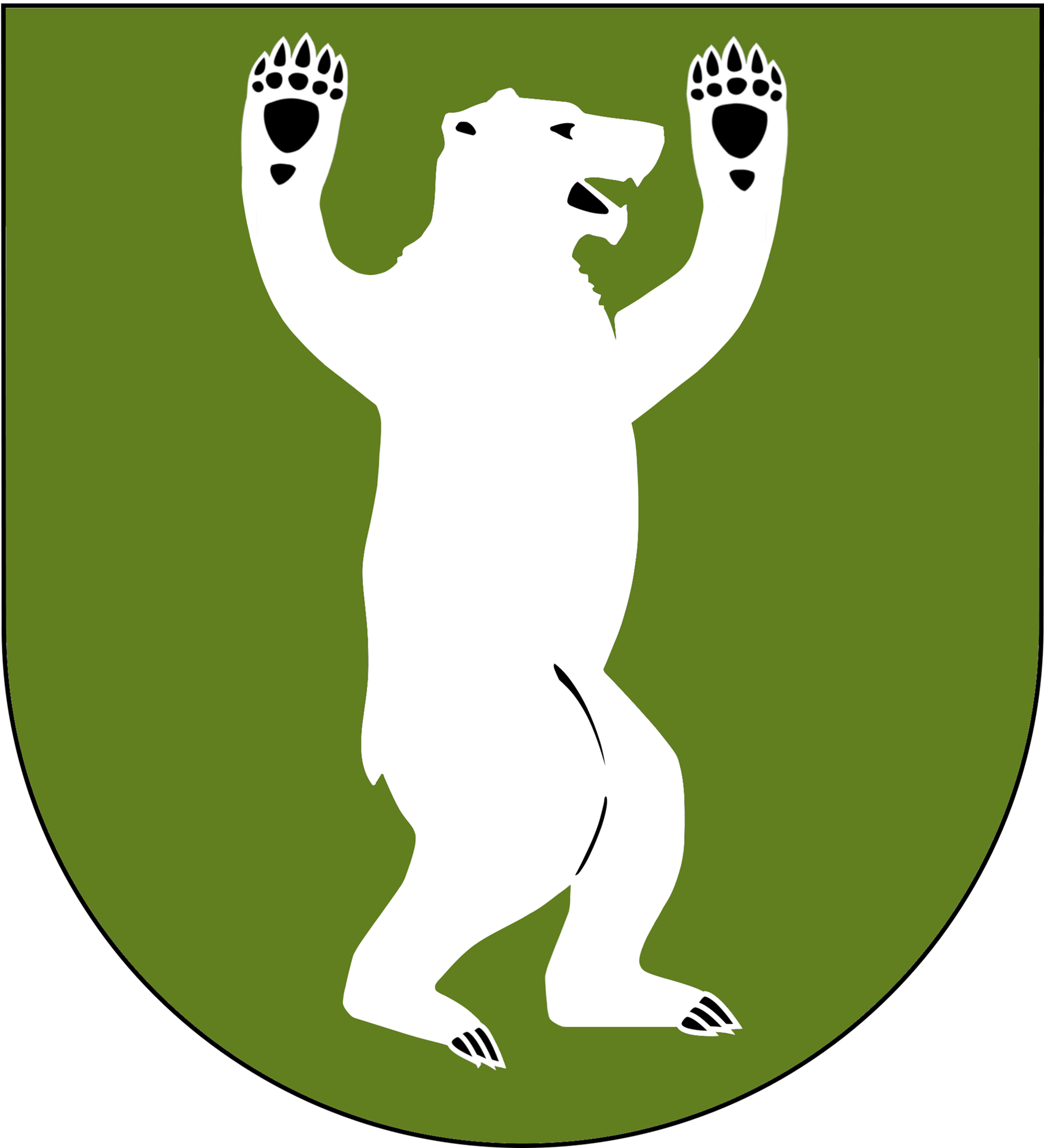
Символ 36-й гвардейской танковой бригады

До июля 1944 года 36-я гвардейская танковая бригада имела на своей технике стандартные для того времени тактические обозначения в виде квадратов с цифрой «7» внутри. В августе 1944 года, когда потребовалось скрыть принадлежность техники к механизированному корпусу, типовые знаки заменили на силуэт идущего на задних лапах медведя с буквами обозначавшими принадлежность к подразделению («РР» — разведрота) и персональные номера или названия.

## Участие в боевых действиях
Период вхождения в действующую армию: 26 апреля 1943 года — 15 апреля 1945 года.

## Состав
С момента формирования:
- Управление бригады (штат № 010/270)
- 1-й отдельный танковый батальон (штат № 010/271)
- 2-й отдельный танковый батальон (штат № 010/272)
- Мотострелково-пулемётный батальон (штат № 010/273)
- Истребительно-противотанковая батарея (штат № 010/274)
- Рота управления (штат № 010/275)
- Рота технического обеспечения (штат № 010/276)
- Медико-санитарный взвод (штат № 010/277)

Директивой Генерального штаба КА № орг/3/2467 от 19 июня 1944 года переведена на штаты:
- Управление бригады (штат № 010/500)
- 1-й отдельный танковый батальон (штат № 010/501)
- 2-й отдельный танковый батальон (штат № 010/501)
- 3-й отдельный танковый батальон (штат № 010/501)
- Моторизованный батальон автоматчиков (штат № 010/502)
- Зенитно-пулемётная рота (штат № 010/503)
- Рота управления (штат № 010/504)
- Рота технического обеспечения (штат № 010/505)
- Медсанвзвод (штат № 010/506)

## Подчинение
| Подчинение     | Подчинение            | Подчинение                     | Подчинение                              | Подчинение |
| Дата           | Фронт (военный округ) | Армия                          | Корпус                                  | Примечания |
| -------------- | --------------------- | ------------------------------ | --------------------------------------- | ---------- |
| 1.05.1943 года | Южный фронт           | -                              | 4-й гвардейский механизированный корпус | -          |
| 1.06.1943 года | Южный фронт           | -                              | 4-й гвардейский механизированный корпус | -          |
| 1.07.1943 года | Южный фронт           | -                              | 4-й гвардейский механизированный корпус | -          |
| 1.08.1943 года | Южный фронт           | 2-я гвардейская армия          | 4-й гвардейский механизированный корпус | -          |
| 1.09.1943 года | Южный фронт           | -                              | 4-й гвардейский механизированный корпус | -          |
| 1.10.1943 года | Южный фронт           | -                              | 4-й гвардейский механизированный корпус | -          |
| 1.11.1943 года | 4-й Украинский фронт  | -                              | 4-й гвардейский механизированный корпус | -          |
| 1.12.1943 года | 4-й Украинский фронт  | -                              | 4-й гвардейский механизированный корпус | -          |
| 1.01.1944 года | 4-й Украинский фронт  | -                              | 4-й гвардейский механизированный корпус | -          |
| 1.02.1944 года | 3-й Украинский фронт  | -                              | 4-й гвардейский механизированный корпус | -          |
| 1.03.1944 года | 3-й Украинский фронт  | -                              | 4-й гвардейский механизированный корпус | -          |
| 1.04.1944 года | 3-й Украинский фронт  | -                              | 4-й гвардейский механизированный корпус | -          |
| 1.05.1944 года | 3-й Украинский фронт  | -                              | 4-й гвардейский механизированный корпус | -          |
| 1.06.1944 года | 3-й Украинский фронт  | -                              | 4-й гвардейский механизированный корпус | -          |
| 1.07.1944 года | 3-й Украинский фронт  | -                              | 4-й гвардейский механизированный корпус | -          |
| 1.08.1944 года | 3-й Украинский фронт  | -                              | 4-й гвардейский механизированный корпус | -          |
| 1.09.1944 года | 3-й Украинский фронт  | -                              | 4-й гвардейский механизированный корпус | -          |
| 1.10.1944 года | 3-й Украинский фронт  | -                              | 4-й гвардейский механизированный корпус | -          |
| 1.11.1944 года | 2-й Украинский фронт  | -                              | 4-й гвардейский механизированный корпус | -          |
| 1.12.1944 года | 2-й Украинский фронт  | -                              | 4-й гвардейский механизированный корпус | -          |
| 1.01.1945 года | 2-й Украинский фронт  | 6-я гвардейская танковая армия | 4-й гвардейский механизированный корпус | -          |
| 1.02.1945 года | 2-й Украинский фронт  | -                              | 4-й гвардейский механизированный корпус | -          |
| 1.03.1945 года | 2-й Украинский фронт  | -                              | 4-й гвардейский механизированный корпус | -          |
| 1.04.1945 года | 2-й Украинский фронт  | -                              | 4-й гвардейский механизированный корпус | -          |
| 1.05.1945 года | Резерв Ставки ВГК     | -                              | 4-й гвардейский механизированный корпус | -          |

## Командование бригады

### Командиры бригады
- Чёрный, Фёдор Васильевич (23.04.1943 — 23.07.1943), гвардии подполковник, гвардии полковник (убит 23.07.1943);
- Лященко, Михаил Иванович (24.07.1943 — 29.08.1943), гвардии подполковник;
- Мирошниченко, Василий Фёдорович (29.08.1943 — 05.09.1943), гвардии майор (погиб 5.09.1943);
- Буслов, Василий Михайлович (05.09.1943 — 07.09.1943), гвардии майор (ВРИД);
- Бойко (07.09.1943 — 08.09.1943), гвардии капитан (ВРИД);
- Свешников, Сергей Всеволодович[7] (09.09.1943 — 19.09.1943), гвардии подполковник (погиб 19.09.1943);
- Бойко (19.09.1943 — 22.09.1943), гвардии майор (ВРИД);
- Кокка, Михаил Александрович (22.09.1943 — 27.11.1943), гвардии подполковник (погиб 27.11.1943);
- Витт, Константин Иванович (27.11.1943 — 20.12.1943), гвардии майор (погиб 20.12.1943);
- Ермаков, Павел Илларионович (20.12.1943 — 23.12.1943), гвардии подполковник (ВРИД);
- Ивлиев, Иван Дмитриевич (24.12.1943 — 17.03.1944), подполковник (ранен 17.03.1944);
- Вакаров, Фёдор Алексеевич (17.03.1944 — 29.03.1944), гвардии капитан (ВРИД);
- Жуков, Пётр Семёнович (29.03.1944 — 09.07.1945), полковник[8][9]

### Заместители командира бригады по строевой части
- Ермаков Павел Илларионович (1943 — 06.04.1944), гвардии подполковник (убит 06.04.1944);
- Гершман Шимон Шмульевич ( — 09.07.1945), гвардии подполковник

### Заместители командира бригады по политической части
- Панчеко Иван Сергеевич (23.04.1943 — 16.06.1943), гвардии подполковникгвардии полковник[10]

### Начальники штаба бригады
- Рубанов Михаил Иванович (06.05.1943 — 17.05.1943), гвардии майор;
- Зыков Пётр Емельянович (17.05.1943 — 21.08.1943), гвардии майор (погиб 21.08.1943);
- Мирошниченко Василий Фёдорович (27.08.1943 — 29.08.1943), гвардии майор;
- Буслов Василий Михайлович (29.08.1943 — 05.09.1943), гвардии майор;
- Слонецкий Василий Иванович (07.09.1943 — 08.09.1943), гвардии капитан (ВРИД);
- Бойко (14.09.1943 — 28.09.1943), гвардии майор;
- Витт Константин Иванович (29.09.1943 — 27.11.1943), гвардии майор;
- Андрианов Михаил Алексеевич (27.11.1943 — 20.12.1943)[11], гвардии майор (ранен 20.12.1943);
- Ивченко (20.12.1943 — 23.12.1943), гвардии майор (ВРИД);
- Мусатов Николай Дмитриевич (24.12.1943 — 19.02.1944), гвардии майор;
- Брызгалов Николай Павлович (20.02.1943 — 26.02.1943), гвардии капитан (ВРИД);
- Бромберг Абрам Маркович (27.02.1944 — 23.05.1944), гвардии подполковник;
- Базекин Евгений Калистратович (23.05.1944 — 29.10.1944), гвардии майор;
- Соколов Николай Сергеевич (29.10.1944 — 14.04.1945), гвардии майор;
- Кайстрюков Георгий Львович (26.05.1945 — 09.07.1945), гвардии майор[12]

### Начальники политотдела, с 16.06.1943 он же заместитель командира по политической части
- Кожевников Николай Иванович (23.04.1943 — 16.06.1943), гвардии подполковник;
- Панчеко Иван Сергеевич (16.06.1943 — 27.11.1943), гвардии подполковник;
- Матвеев Иван Андреевич (27.11.1943 — 01.04.1944), гвардии полковник (умер от ран 03.04.1944);
- Кузьмин Африкан Фёдорович (10.05.1944 — 09.07.1945), гвардии подполковник, гвардии полковник[10]

## Отличившиеся воины
12 воинов бригады были удостоены звания Героя Советского Союза, а один стал полным кавалером ордена Славы:
|  | Батурин Николай Павлович     | командир взвода средних танков 2-го танкового батальона  | гвардии | 24.03.1945                       |                                                                                   |
|  | Борисов Иван Фёдорович       | командир среднего танка 1-го танкового батальона         | гвардии | 28.04.1945                       |                                                                                   |
|  | Гребенников Борис Иванович   | командир среднего танка 1-го танкового батальона         | гвардии | 13.09.1944                       | погиб 8 марта 1944 года в ходе освобождения посёлка Новый Буг, похоронен там же   |
|  | Депутатов Иван Степанович    | командир среднего танка 1-го танкового батальона         | гвардии | 28.04.1945                       |                                                                                   |
|  | Логинов Леонид Семёнович     | механик-водитель среднего танка 1-го танкового батальона | гвардии | 28.04.1945                       |                                                                                   |
|  | Марунов Анатолий Павлович    | механик-водитель среднего танка 1-го танкового батальона | гвардии | 28.04.1945                       |                                                                                   |
|  | Налимов Григорий Сергеевич   | механик-водитель среднего танка 1-го танкового батальона | гвардии | 28.04.1945                       | 20 февраля 1945 года погиб в бою, похоронен в населённом пункте Палд              |
|  | Нехаев Михаил Константинович | командир орудия среднего танка 1-го танкового батальона  | гвардии | 28.04.1945                       |                                                                                   |
|  | Писаренко Павел Трофимович   | командир орудия среднего танка 1-го танкового батальона  | гвардии | 28.04.1945                       |                                                                                   |
|  | Толстов Валентин Яковлевич   | командир орудия среднего танка 1-го танкового батальона  | гвардии | 28.04.1945                       |                                                                                   |
|  | Третьяков Николай Николаевич | командир среднего танка 1-го танкового батальона         | гвардии | 24.03.1945                       |                                                                                   |
|  | Тулупов Константин Павлович  | командир среднего танка 1-го танкового батальона         | гвардии | 28.04.1945                       | 22 февраля 1945 года скончался в медсанбате от ранений, похоронен в местечке Палд |
|  | Унчибаев Джаксымбек Тлеуович | помощник командира разведывательного взвода              | гвардии | 20.12.1943 29.03.1944 15.05.1946 |                                                                                   |

## Танкисты-асы
| Ф. И.О                    | Должность                               | Звание                    | Победы | Типы танков | Обстоятельства подвигов                                            |
| ------------------------- | --------------------------------------- | ------------------------- | ------ | ----------- | ------------------------------------------------------------------ |
| Борисов Иван Фёдорович    | командир танка 1-го танкового батальона | гвардии младший лейтенант | 11     | Т-34-85     | в боях 17—19 февраля и 24 февраля 1945 года, также уничтожил 5 БТР |
| Депутатов Иван Степанович | командир танка 1-го танкового батальона | гвардии младший лейтенант | 11     | Т-34-76     | в том числе 2 штурмовых орудия, также уничтожил 3 БТР              |

## Награды
| Награда (наименование)                   | Дата награждения                                                                  | За что получена |
| ---------------------------------------- | --------------------------------------------------------------------------------- | --- |
| Почётное звание «Гвардейская»            | присвоено приказом Народного комиссара обороны СССР № 394 от 18 декабря 1942 года | в порядке наследования от 42-го отдельного гвардейского танкового полка |
| Почётное наименование «Нижнеднепровская» | присвоено приказом Верховного главнокомандующего № 028 от 12 февраля 1944 года    | в ознаменование одержанной победы и за отличия в боях за осуществившление прорыва на нижнем Днепре |
| Орден Красного Знамени                   | награждена указом Президиума Верховного Совета СССР от 19 марта 1944 года         | за образцовое выполнение заданий командования в боях при прорыве сильной обороны немцев по западному берегу реки Ингулец, за освобождение города Нового Буга и проявленные при этом доблесть и мужество |
| Орден Суворова II степени                | награждена указом Президиума Верховного Совета СССР от 16 сентября 1944 года      | за образцовое выполнение заданий командования в боях с немецкими захватчиками, за овладение городами Браилов и Констанца и проявленные при этом доблесть и мужество                                     |
| Орден Кутузова II степени                | награждена указом Президиума Верховного Совета СССР от 6 января 1945 года         | за образцовое выполнение заданий командования в боях с немецкими захватчиками при прорыве обороны противника и форсировании Дуная и проявленные при этом доблесть и мужество                            |

## Именные танки
Танк Т-34-85 «От отца Щульги сыну Кисенко» был приобретён на личные средства председателем колхоза имени А. С. Пушкина — Я. Ф. Шульгой. Танк был передан на заводе «Красное Сормово» лейтенанту И. А. Кисенко — приёмному сыну Я. Ф. Шульги и по его личной просьбе отправлен в 4-й гвардейский механизированный корпус, который принимал участие в освобождении родного села Шульги Покровское.

## Послевоенная история
10 июля 1945 года, в соответствии с директивой Ставки Верховного Главнокомандования № 11098 от 29 мая 1945 года, 36-я гвардейская танковая бригада, в составе 4-го гвардейского механизированного корпуса вошла в 10-ю механизированную армию Южной группы войск, с местом дислокации город София.

В июле 1945 года, на основании приказа НКО СССР № 0013 от 10 июня 1945 года, 4-й гвардейский механизированный корпус был преобразован в 4-ю гвардейскую механизированную дивизию (в/ч 28345), 9 июля 1945 года 36-я гвардейская танковая бригада была преобразована в 36-й гвардейский танковый полк (в/ч 61440) этой дивизии. До 1948 года полк в составе дивизии дислоцировался в Народной Республике Болгарии. Весной 1948 года дивизия дивизия была выведена на территорию Киевского военного округа, где вошла в состав 14-го гвардейского стрелкового корпуса.

4 июня 1957 года 4-я гвардейская механизированная дивизия была преобразована в 63-ю гвардейскую мотострелковую дивизию (в/ч 28345) 6-й гвардейской танковой армии, с местом дислокации город Луганск, а 36-й гвардейский танковый полк был переименован в 304-й гвардейский танковый полк (в/ч 61440) этой дивизии.
17 ноября 1968 года дивизии был возвращён номер времён ВОВ — 4-я гвардейская мотострелковая дивизия. В феврале 1980 года 304-й гвардейский полк в составе дивизии был передислоцирован из Ворошиловграда в город Термез Туркестанского военного округа, где находился до момента вывода войск из Афганистана. В марте 1989 года полк в составе дивизии был возвращён на прежнее место дислокации — Ворошиловград. По прибытии в Ворошиловград 4-я гвардейская мотострелковая дивизия была преобразована в 5197-ю базу хранения имущества, а в марте 1991 года база была расформирована.

## Память

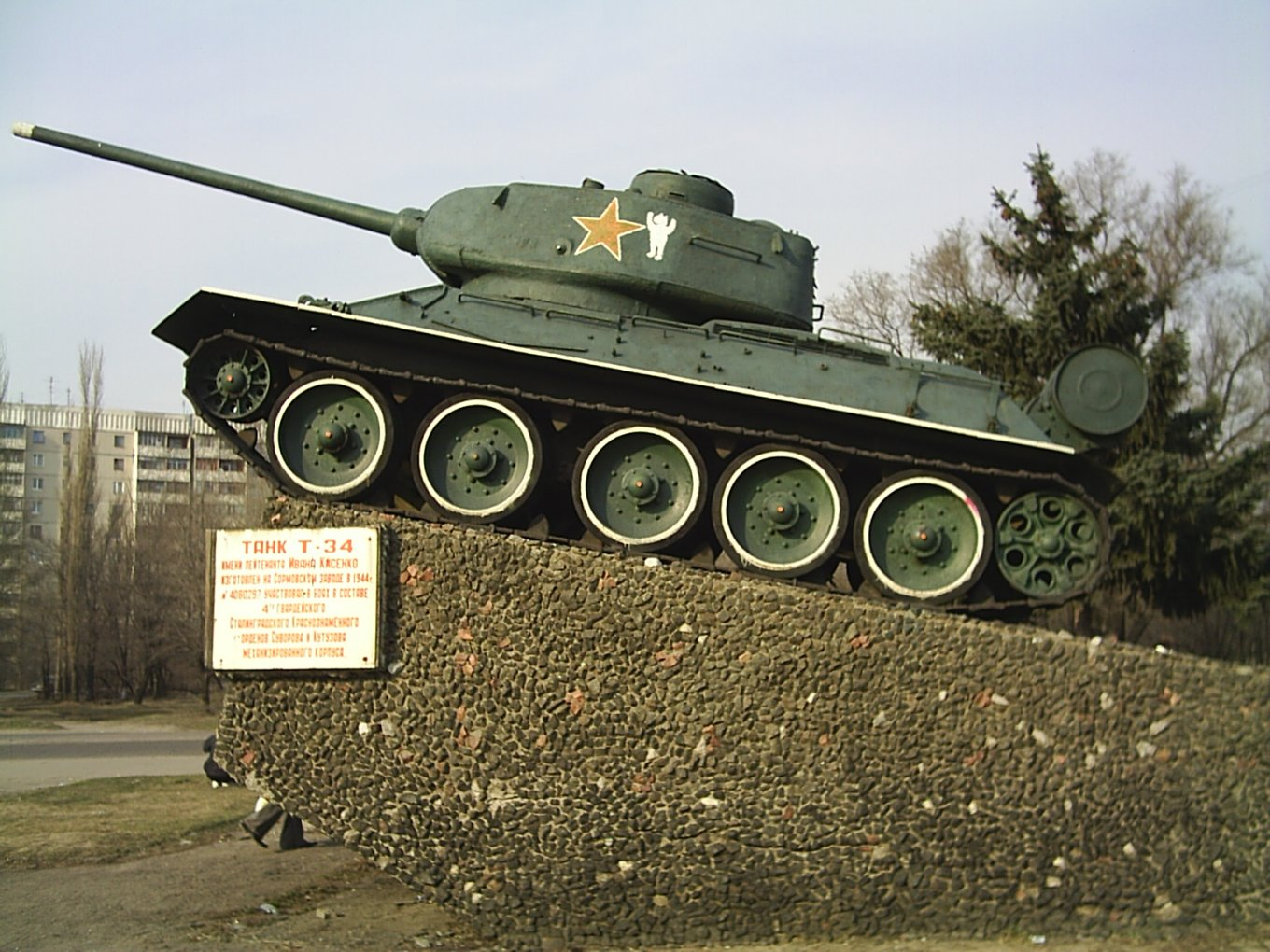
Т-34, Острая Могила

В 1968-м году, при ремонте танка Т-34, на внутренней стенке башни была обнаружена медная табличка, покрытая краской, где сохранилась надпись «от отца Шульги сыну Кисенко», «Сормовский завод» и номер машины. Было принято решение об отправке машины в город Ворошиловград, где в то время дислоцировалась 4-я гвардейская мотострелковая дивизия. По решению местного обкома партии и командования 4-й гвардейской мотострелковой дивизии танк был установлен на Острой Могиле как памятник доблестным воинам ВОВ и труженикам тыла.